# Pseudomonadota
Pseudomonadota (sinonim Proteobacteria) je glavni razdeo gram-negativnih bakterija. Preimenovanje nekoliko razdela prokariota 2021. godine, uključujući Pseudomonadota, ostaje kontroverzno među mikrobiolozima, od kojih mnogi nastavljaju da koriste raniji naziv Proteobacteria, koji se dugo koristi u literaturi. Razdeo Proteobacteria obuhvata širok spektar patogenih rodova, kao što su Escherichia, Salmonella, Vibrio, Yersinia, Legionella i mnogi drugi. Drugi su slobodni (neparazitski) i uključuju mnoge bakterije odgovorne za fiksaciju azota.
Karl Vos je osnovao ovu grupaciju 1987. godine, nazvavši je neformalno „ljubičaste bakterije i njihovi srodnici“. Zbog velike raznolikosti oblika pronađenih u ovoj grupi, kasnije je neformalno nazvana Proteobacteria, po Proteju, grčkom bogu mora koji je sposoban da poprimi mnogo različitih oblika (ne prema rodu Proteobacteria Proteus). Međunarodni Komitet za sistematiku prokariota je 2021. odredio sinonim Pseudomonadota.

## Spoljašnje veze
- Pseudomonadota information from Palaeos. Архивирано 2010-05-23 на сајту
- Pseudomonadota. – J. P. Euzéby: List of Prokaryotic names with Standing in Nomenclature.